# Вильгельм II (граф д’Э)
Вильгельм II (англ. William II; фр. Guillaume II; около 1058 — около 1096) — англонормандский аристократ, граф д’Э и феодальный барон Гастингс, один из лидеров восстания 1095 года против английского короля Вильгельма II Руфуса.

## Биография

### Граф д’Э
Вильгельм происходил из боковой линии Нормандской династии, ведущей начало от незаконного сына Ричарда I, герцога Нормандии. Во владении этого рода находилось небольшое графство Э, расположенное в северо-восточной Нормандии, на границе с Пикардией. Отец Вильгельма, граф Роберт д’Э, принял участие в нормандском завоевании Англии в 1066 году, за что получил крупные земельные владения в южной и западной Англии, а сам Вильгельм стал позднее лордом Гастингса.
В 1088 году Вильгельм д’Э принял участие в восстании нормандских баронов против короля Англии Вильгельма II Руфуса. Целью восставших было возведение на престол старшего брата короля — герцога Нормандии Роберта Куртгёза. Отряды графа д’Э, базировавшиеся в Бристоле, вторглись в Глостершир и разрушили королевский манор в Беркли. Однако в других областях мятежники потерпели поражение, и восстание было подавлено. Король, тем не менее, достаточно мягко обошёлся с участниками мятежа, и Вильгельм д’Э сохранил свои владения по обоим берегам Ла-Манша.
Но уже в 1095 году граф д’Э вновь стал одним из руководителей нового выступления против короля. На этот раз во главе оппозиционных баронов стоял Роберт де Мобрей, граф Нортумбрии. Восстание 1095 года было нацелено против деспотического правления Вильгельма Руфуса, причём планировалось убийство короля и приглашение на английский престол Стефана Омальского, племянника Вильгельма I Завоевателя. В отличие от движения 1088 года, восстание 1095 года было менее массовым и было быстро подавлено. С участникам мятежа король расправился очень жестоко. Вильгельм д’Э предстал в январе 1096 года перед королевским судом в Солсбери по обвинению в государственной измене. Для доказательства своей невиновности он выбрал судебный поединок, однако в бою против Жоффруа Байнара, бывшего шерифа Йоркшира, потерпел поражение, что означало признание его виновным. По приговору суда сенешаля графа д’Э высекли в каждой церкви города Солсбери, после чего повесили, а сам Вильгельм д’Э был ослеплён и оскоплён. Год его смерти неизвестен, только число и месяц — 2 января.

### Семья
Вильгельм д’Э был дважды женат: сначала на Беатрисе де Билли, затем на Элиссенде д’Авранш, дочери Ричарда ле Гоза и сестре Гуго, 1-го графа Честера. Имел 4-х сыновей. Одним из них был Генрих I (около 1080—1140), который наследовал отцу и был женат на Маргарите де Сюлли (умерла в 1145), племяннице короля Англии Стефана Блуаского.